# Anomala denticollis
Anomala denticollis är en skalbaggsart som beskrevs av Bates 1888. Anomala denticollis ingår i släktet Anomala och familjen Rutelidae. Inga underarter finns listade i Catalogue of Life.